# Ciprian Tudosă
Ciprian Tudosă, né le 31 mars 1997 à Rădășeni, est un rameur d'aviron roumain vice-champion Olympique.

## Palmarès

### Jeux olympiques
- 2020 à Tokyo,  Japon
  -  Médaille d'argent en deux sans barreurs

### Championnats du monde
- 2018 à Glasgow,  Écosse
  -  Médaille d'argent en deux de pointe.

### Championnats d'Europe
- 2017 à Račice,  Tchéquie
  -  Médaille de bronze en quatre de pointe.
- 2018 à Glasgow,  Écosse
  -  Médaille de bronze en deux de pointe.
- 2019 à Lucerne,  Suisse
  -  Médaille d'argent en deux de pointe.

### Jeux olympiques de la jeunesse de 2014
- 2014 à Nankin,  Chine
  -  Médaille d'or en deux de pointe.